# Prinz-Carl-Palais

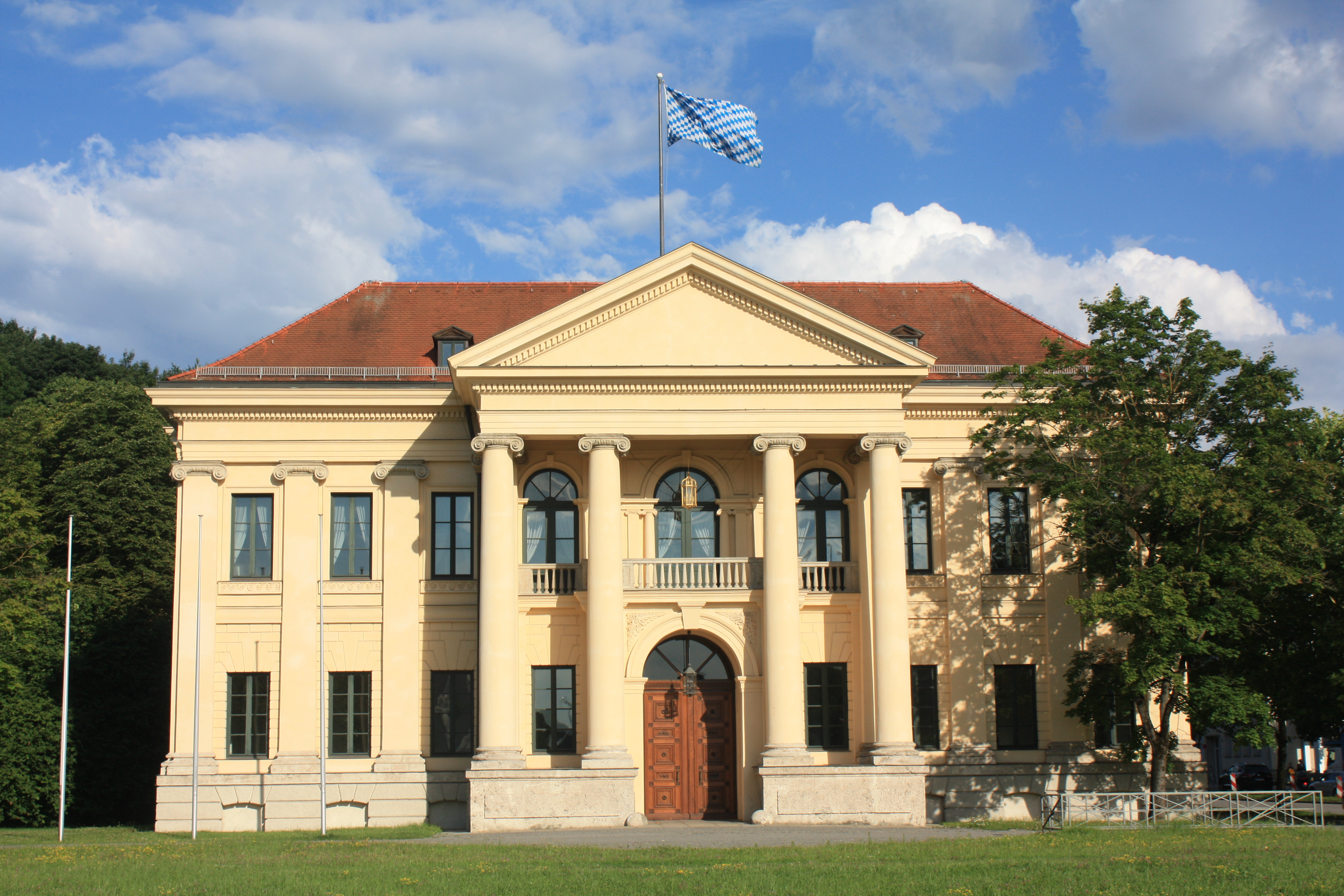
Prinz-Carl-Palais a Monaco

Il Prinz Carl Palais di Monaco è una villa costruita nello stile del primo neoclassicismo nel 1804-1806. Era anche conosciuto come il Palais Salabert e il Palais Royal, dopo i suoi ex proprietari.
Il Prinz-Carl-Palais fu progettato nel 1803 dal giovane architetto Karl von Fischer per l'abate Pierre de Salabert, ex insegnante del re Massimiliano I Giuseppe di Baviera. Alla morte dell'abate Salabert nel 1807, Massimiliano I Giuseppe acquistò l'edificio. Dopo la sua morte nel 1825, suo figlio, Ludovico I, diede l'edificio a suo fratello, il principe Carl. Carl ordinò a Jean-Baptiste Métevier e Anton Schwanthaler di decorare le stanze. Dopo la morte di Carl, il Palais fungeva da missione diplomatica per l'Austria-Ungheria dal 1876 in poi, prima di diventare residenza dei primi ministri bavaresi nel 1924.